# Ислам в Гвинее
Ислам является самой многочисленной религией Гвинеи. По данным всемирной книги фактов ЦРУ, ислам исповедуют 89,1 % населения. Исповедующие ислам преимущественно сунниты, следующие традициям маликитского мазхаба и суфийским братствам Кадирия и Тиджания. Возрастает также численность шиитов в стране.

## История
Ислам проник в Гвинею в XVIII веке. Много мусульман стали членами суфитского братства Тиджания, которое развивалось в Северной Африке примерно тогда же, когда в Гвинею проник ислам. В XX веке в стране появилось много последователей движения Ахмадие.
После независимости Гвинеи в 1958 году её президентом стал Туре Ахмед, сперва не одобрявший ислам. Более лояльно к мусульманам он начал относиться в 1970-х годах, когда его популярность пошла на убыль. После смерти Туре в 1984 году сотрудничество между исламским сообществом и правительством продолжилось.

## Настоящее время
В настоящее время правительство отмечает некоторые мусульманские праздники как национальные.

### Исламские школы и медресе
Исламские школы распространены по всей стране и являются традиционным местом религиозного образования. Некоторые исламские школы являются частными, другие получают поддержку местных органов власти. Также в стране есть несколько медресе, которые, в отличие от исламских школ, преподают не по национальной программе начальной школы, преподают на арабском, а не на французском языке, и сосредоточены на изучении Корана. Правительство не признаёт медресе, которые не связаны с системой государственных школ и не соответствуют обязательным требованиям учебной программы. Средства из Саудовской Аравии, Кувейта и других стран Персидского залива поддерживают некоторые медресе.

### Мечети
В Гвинее в настоящее время расположены две мечети, обе находятся в её столице Конакри:
- Большая мечеть Конакри является крупнейшей в Западной Африке, её внутренний зал может вместить до 10 000 людей[5];
- Мечеть Мухаммеда VI имеет площадь 4040 м², включает в себя молитвенный зал, вмещающий в себя до 3000 человек, библиотеку, конференц-зал, автостоянки и парки[6].